# Velikonoční vajíčko (virtuální)
Velikonoční vajíčko (používá se i anglický výraz Easter egg) je skrytá a oficiálně nedokumentovaná funkce nebo vlastnost počítačového programu, DVD nebo CD. Většinou se jedná pouze o neškodné hříčky a vtípky, grafické symboly, animace, titulky se jmény tvůrců apod.
Tato skrytá funkce se nevyvolává obvyklým způsobem (menu, tlačítko apod.), ale netradiční kombinací běžných uživatelských činností, stiskem myši na nějakém neobvyklém místě, zvláštní posloupností stisku konkrétních kláves apod. Často bývají vajíčka skryta v obrazovce „O programu“ („About“), kde se dají zobrazit např. po poklepání na různé části tohoto panelu s podržením klávesy Alt atp.
Hledání velikonočních vajíček v programech může být koníčkem některých uživatelů či programátorů.

## V zobecněném smyslu
Termín „easter egg“ se používá i v jiných oborech, než je software. Je populární „klást“ velikonoční vajíčka např. do obrazů, filmů, filmových sérií, animovaných i jiných televizních a streamovaných seriálů, komiksů a dalších.